# 不定孢衣科
不定孢衣科为地图衣目的一科真菌。

## 下属分类
- 不定孢衣属 Sporastatia
- Toensbergia